# Stade Jules Matthys
 (mars 2025).
Le stade Jules Matthys est un stade omnisports situé dans la commune de Zottegem, dans la province de Flandre-Orientale.
Ce stade a connu une saison du Championnat de Belgique de Division 2.

## Histoire - Description
Le site est inauguré en 1970. Il porte le nom de Jules Matthys qui était alors le bourgmestre de la commune de Zottegem.
Le terrain de football principale est entouré d'une piste d'athlétisme de 400 mètres (8 couloirs). Le site complet comprend deux autres terrains de football, six terrains de tennis et deux aires de pétanque.

## Clubs résidents
- K. SV Sottegem
- Club d'athlétisme de Zottegem